# Якица Юрій Васильович
Юрій Васильович Якица (нар. 17 лютого 1948, село Туриця, тепер Перечинського району Закарпатської області) — український радянський діяч, бригадир слюсарів-складальників Ужгородського механічного заводу. Депутат Верховної Ради УРСР 10—11-го скликань.

## Біографія
Освіта середня.
З 1965 року — робітник автоколони 2195 міста Ужгорода Закарпатської області. Служив у Радянській армії.
З 1969 року — слюсар, бригадир слюсарів-складальників Ужгородського механічного заводу імені XXV з'їзду КПРС Закарпатської області.
Потім — на пенсії в місті Ужгороді.